# Собор Святой Троицы (Рино)
Собор Святой Троицы (англ. Trinity Cathedral) — кафедральная церковь епископальной епархии Невады в городе Рино, в штате Невада, США. 15 октября 2020 года здание было включено в Национальный реестр исторических мест США.

## История
Епископальный приход в Рино был основан в 1870 году. В то время богослужения проходили в здании школы. К 1873 году прихожане смогли приобрести участок, на котором стояла школа, и в декабре 1875 года построили здесь первую церковь. Участок, на котором стоит современный собор, приход приобрёл в 1920-х годах. Тогда же местный архитектор Фредерик Делонгшамп спроектировал новое здание церкви. Строительные работы начались в 1929 году, когда был построен нынешний нижний уровень церкви. В 1949 году храм был достроен.
Верхнюю церковь спроектировал архитектор Джон Н. Тилтон, в то время преподававший в Корнеллском университете в звании профессора. Основанием для неё послужила нижняя церкви Делонгшампа . Приходской дом был спроектирован другим местным архитектором, Эдвардом Парсонсом. Его строительство завершилось в 1958 году. В 1972 году в храмовой колокольне установили карильон с 32 колоколами. В 1999 году в церкви появился музыкальный орган фирмы Братья Касаван, один из крупнейших подобных инструментов в Неваде.
В 2016 году церковь получила статус кафедрального собора диоцеза Невады. В 2020 году официальными прихожанами храма числились 920 человек при средней посещаемости в 257 человек. В тот год сумма ежегодного приходского сбора составила 657 216 долларов США.

### Статус памятника истории
15 октября 2020 года собор Святой Троицы в Рино, построенный архитектором Фредериком Делонгшампом, вместе с домом притча, построенным архитектором Эдвардом Парсонсом были включены в Национальный реестр исторических мест США под номером 100005599.